# Волшебные кольца

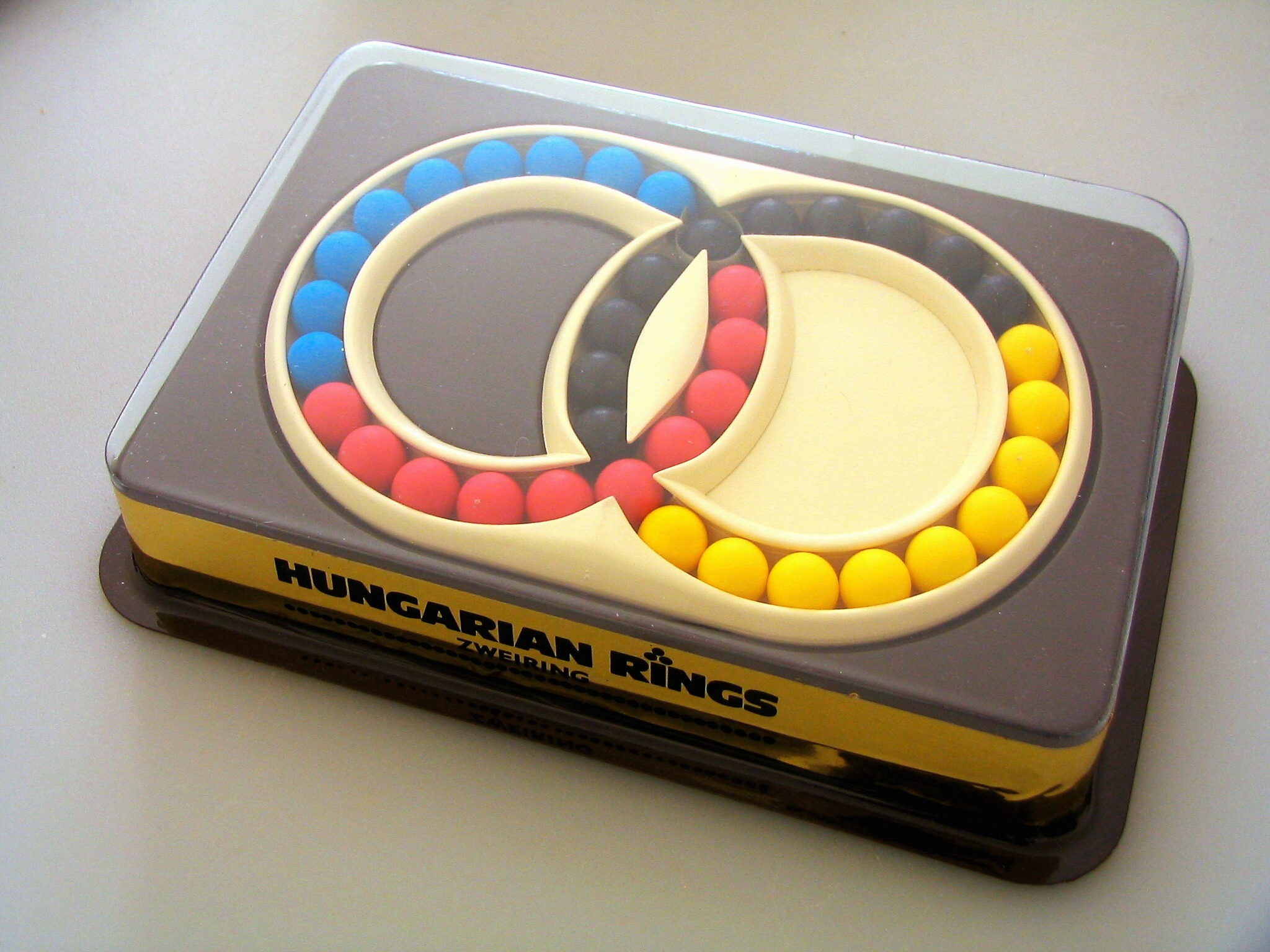
Волшебные кольца

Волшебные кольца, Восьмёрка, Венгерские кольца — перестановочная головоломка, состоящая из двух пересекающихся колец, заполненных цветными шариками.

## История
Головоломка имела прототипы. Один из них был изобретен в конце XIX века Уильямом Черчиллем. Патент был получен 24 октября 1893 года. Плоскую версию предложил венгерский инженер Эндре Пап.
В Советском Союзе головоломка была известна как Волшебные кольца.

## Устройство
Головоломка состоит из двух колец, соединённых в форме восьмерки. Кольца заполнены цветными (всего от 2 до 4 цветов) шариками, которые могут свободно перемещаться в кольцах. Существуют две версии головоломки, различающиеся количеством шариков и цветов.
Версия «Кольца Рубика» содержит 34 шарика 3 цветов. Кольца располагаются под углом друг к другу в трёхмерном пространстве, благодаря чему предотвращаются непроизвольные сдвиги шариков. Пересечения колец делят их на секции; во внутренних секциях между точками пересечения находится по 5 шариков.
Задача состоит в том, чтобы перейти в целевую конфигурацию, в которой 11 синих, 11 красных и 12 жёлтых шариков расположены так, что внутренние секции и пересечения жёлтые, одна из внешних секций красная, а другая — синяя.
Версия «Венгерские кольца» содержит 38 шаров 4 цветов — по 9 шариков жёлтого и синего цветов и по 10 шариков чёрного и красного цветов. Во внутренних секциях между пересечениями колец находится по 4 шарика. Задача состоит в том, чтобы выстроить непрерывные цепочки шариков каждого цвета.

## Комбинаторика

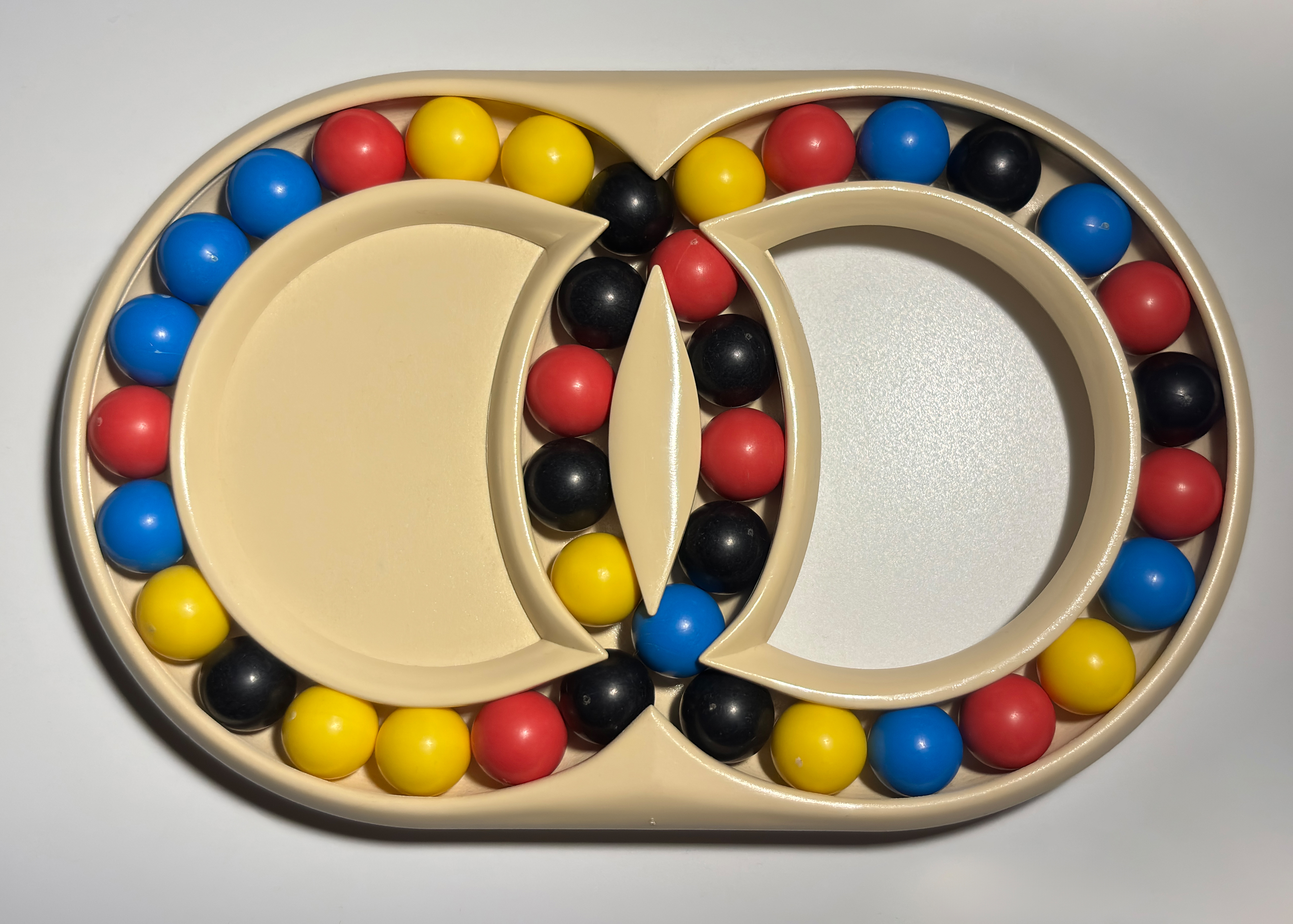
Версия с 38 шариками

Версия «Кольца Рубика» содержит 34 шарика, которые могут быть упорядочены 34! способами. Однако конфигурации, отличающиеся лишь перестановкой шариков одного цвета или переменой мест красного и синего цветов, неразличимы:
- 12! неразличимых перестановок жёлтых шариков
- 11! перестановок красных шариков
- 11! перестановок синих шариков
- перемена мест красного и синего цветов не изменяет решения (2)

Таким образом, число конфигураций в версии «Кольца Рубика» составляет
Версия «Венгерские кольца» содержит 38 шариков, которые могут быть упорядочены 38! способами. Действительное число неэквивалентных конфигураций меньше, так как:
- жёлтые шарики неразличимы (9!)
- синие шарики неразличимы (9!)
- красные шарики неразличимы (10!)
- чёрные шарики неразличимы (10!)
- перемена мест жёлтого и синего цветов не изменяет решения (2)
- перемена мест красного и чёрного цветов не изменяет решения (2)

Таким образом, число конфигураций в версии «Венгерские кольца» составляет
причём существует 8 возможных решений.